# Prana (energie)
In de oosterse filosofie is prana een woord voor levensadem of gebonden energie. In het hindoeïsme is dit concept gepersonifieerd als een god.

## Hindoeïsme

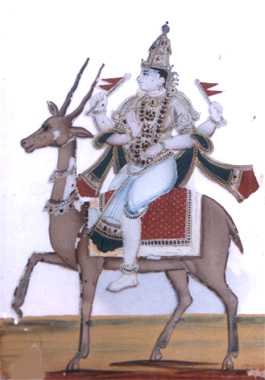
Vayu
Hoofdgod van de Wind

Prana is een van de vijf windgoden van de vooraanstaande God van de Wind, Vayu. De andere vier zijn: Apana, Udana, Samana en Vyana.
Binnen yoga is Prana een van de vijf vitale levensstromen, met een verwijzing naar dezelfde goden uit de hindoeïstische mythologie. Prana wordt ook als gelijkstelling van Vayu gebruikt, waarbij het alle vijf stromen samen vertegenwoordigt. Van deze stromen wordt geloofd dat ze worden opgewekt door het vitaliteitslichaam (pranamaya kosha) en alle biologische processen beheersen. Het zou verantwoordelijk zijn voor de hartslag en ademhaling. Het zou het lichaam binnenkomen door de ademhaling en via het bloedvatenstelsel vervoerd worden naar alle lichaamscellen.
Met prana zou er als het ware energie worden ingeademd en vormt het de levenskracht die iedereen nodig zou hebben om op mentaal, emotioneel en fysiek niveau te kunnen functioneren. Deze levensstromen zouden met elkaar in contact staan via de verschillende chakra's die op hun beurt weer met elkaar verbonden zijn via een stelsel van energiekanalen, nadi's genoemd. Het prana zou naar de verschillende delen van het lichaam kunnen worden gestuurd of weer in goede bewegingen gebracht kunnen worden, waardoor de vitaliteit van een yogabeoefenaar vergroot wordt. Technieken die hiervoor gebruikt worden zijn het richten van de aandacht, het inzetten van de ademhalingstechnieken uit de pranayama en doen van meditatie.

## Boeddhisme
Het boeddhisme kijkt geheel anders naar het concept prana. Gautama Boeddha bereikte zijn verlichting door in te zien dat er geen ik bestaat. Volgens hem is er geen individuele identiteit en is er alleen maar prana. Volgens zijn visie (dharma) is alles een manifestatie van prana en is prana de samenhang tussen alles. Prana is de gebonden energie daar waar chi de vrije energie is. Chi is aanwezig in lucht en ether en als chi gebonden wordt benoemde hij het als prana. Zolang de mens geloof hecht aan een individuele ik zal chi gebonden zijn en dus prana blijven, aldus zijn dharma. Inzicht krijgen dat het ik niet bestaat zal de prana weer terug veranderen in chi, wat de uiteindelijke verlichting inhoudt.
Prana is volgens het boeddhisme datgene dat de mens werkelijk is. Het hindoeïsme gaat uit van meerdere energiestromingen, voor het boeddhisme is elke andere energiestroming een transformatie van prana. Naropa was de eerste die dit helemaal uitwerkte en beschreef dat prana kan transformeren in warmte (tummo), kracht, inzicht of helende energie.